# The Americans
The Americans ist eine US-amerikanische Fernsehserie, die von FX in den USA erstmals vom 30. Januar 2013 bis zum 30. Mai 2018 in sechs Staffeln ausgestrahlt wurde. Die Serie spielt zur Zeit des Kalten Krieges in den frühen 1980er Jahren und erzählt die Geschichte zweier sowjetischer KGB-Spione, des Ehepaares Elizabeth und Philip Jennings, die mit ihren ahnungslosen Kindern in einem Vorort von Washington, D.C. leben. Die Serie wurde für mehrere Preise nominiert und mit einem TCA Award ausgezeichnet. Die deutschsprachige Erstausstrahlung erfolgte ab dem 5. Februar 2014 auf ProSieben Maxx.

## Handlung
Die seit den späten 1960er Jahren in den Vereinigten Staaten ansässigen KGB-Spione Elizabeth und Philip Jennings führen dort eine von ihrem Führungsoffizier arrangierte Ehe. Ihre beiden Kinder, die Teenager Paige und Henry, vervollständigen das Bild einer ganz normalen Familie. Elizabeth und Philip sind sich über die Jahre näher gekommen, jedoch wird ihr Alltag von ihrer Spionage- und Agententätigkeit bestimmt. Schwieriger wird die Situation auch dadurch, dass ihr neu zugezogener Nachbar Stan Beeman im Bereich Spionageabwehr des FBI arbeitet. Philip findet zudem im Laufe der Zeit Gefallen am Leben in den USA und beginnt, seine Aufgabe infrage zu stellen. Die Serie spielt im Zeitraum Januar 1981 bis Dezember 1987.

## Besetzung und Synchronisation
Die deutsche Synchronisation entsteht unter der Dialogregie von Ralph Beckmann durch die Synchronfirma Arena Synchron in Berlin.

### Hauptbesetzung

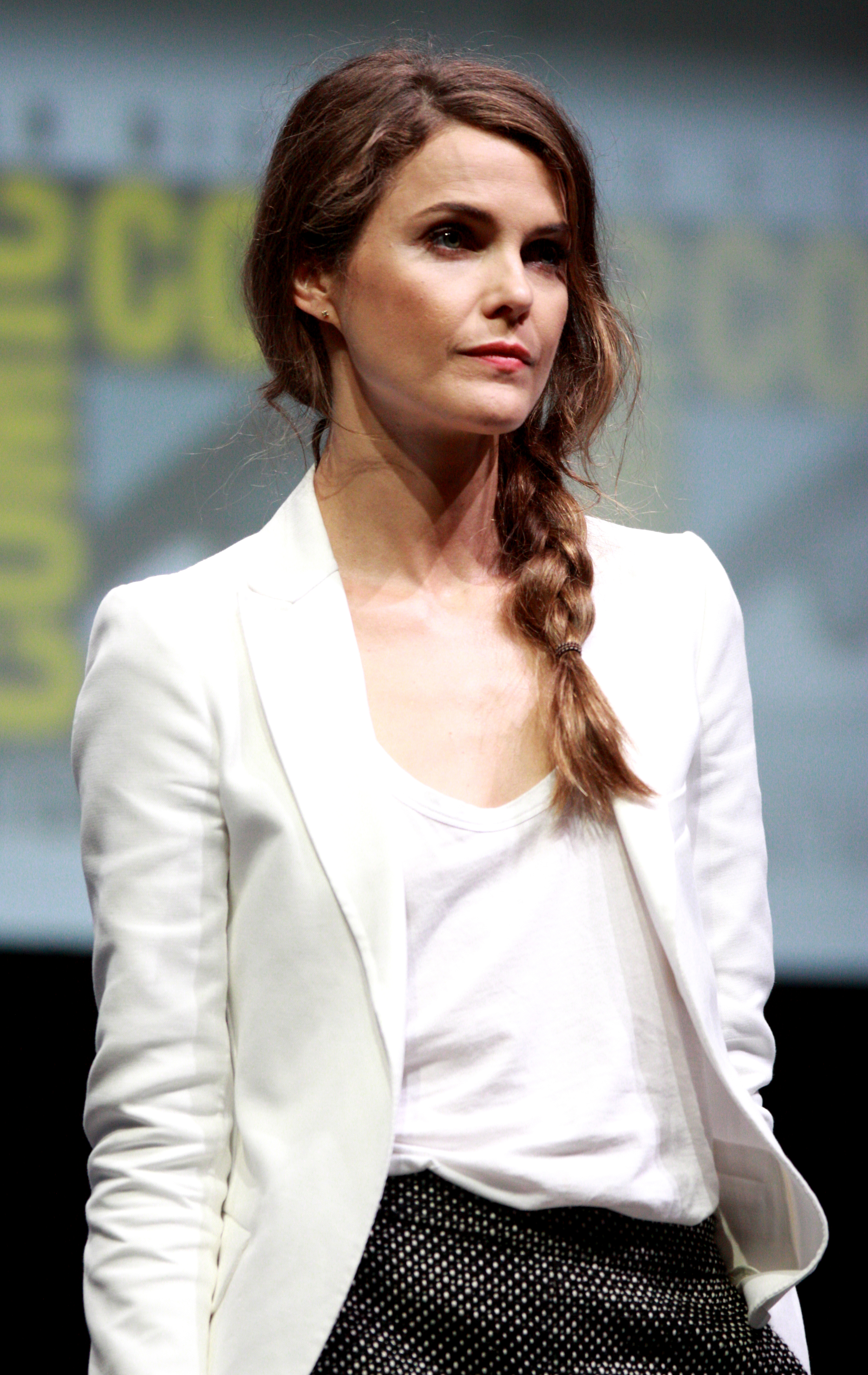
Keri Russell spielt Elizabeth Jennings
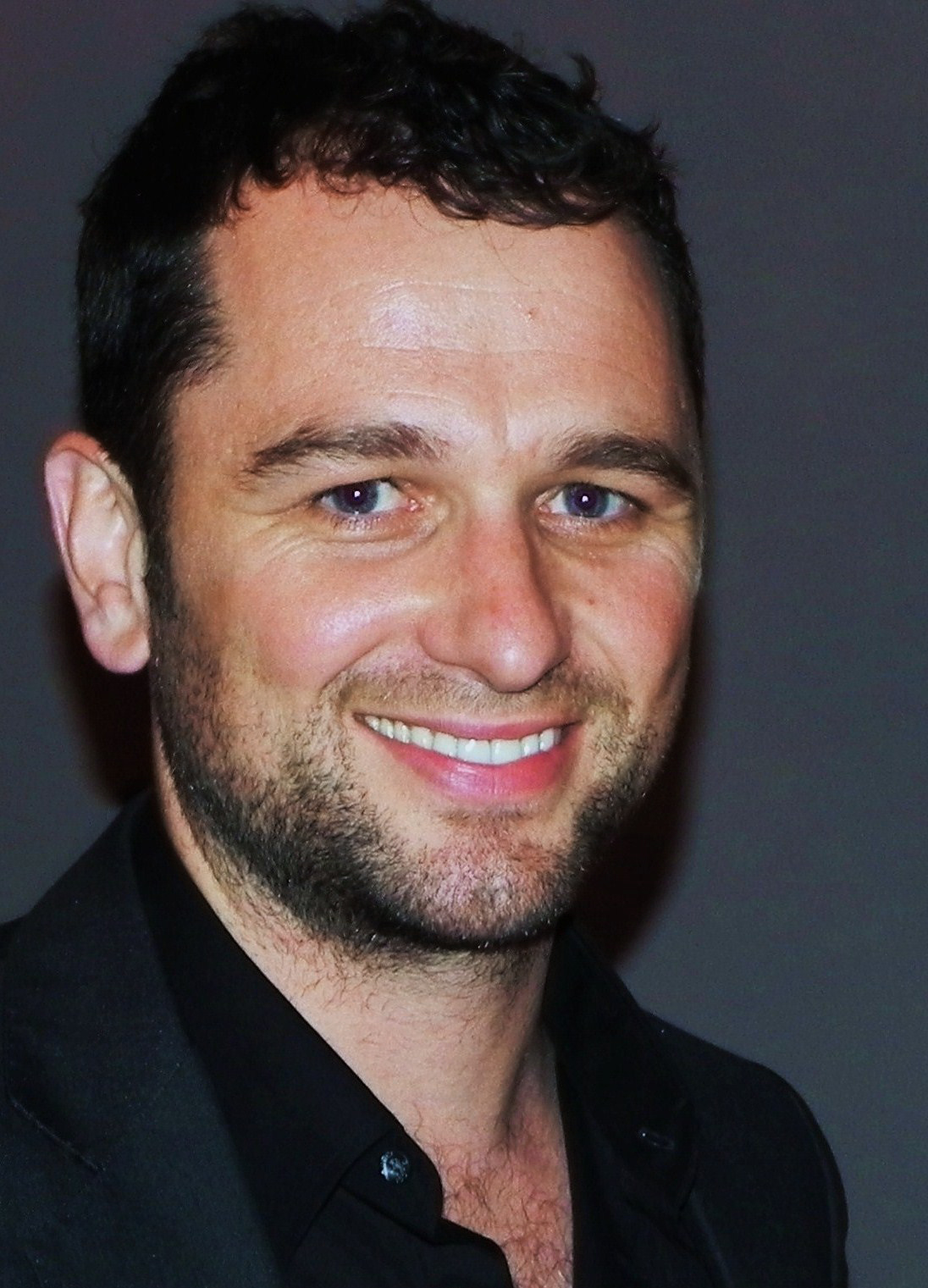
Matthew Rhys spielt Philip Jennings
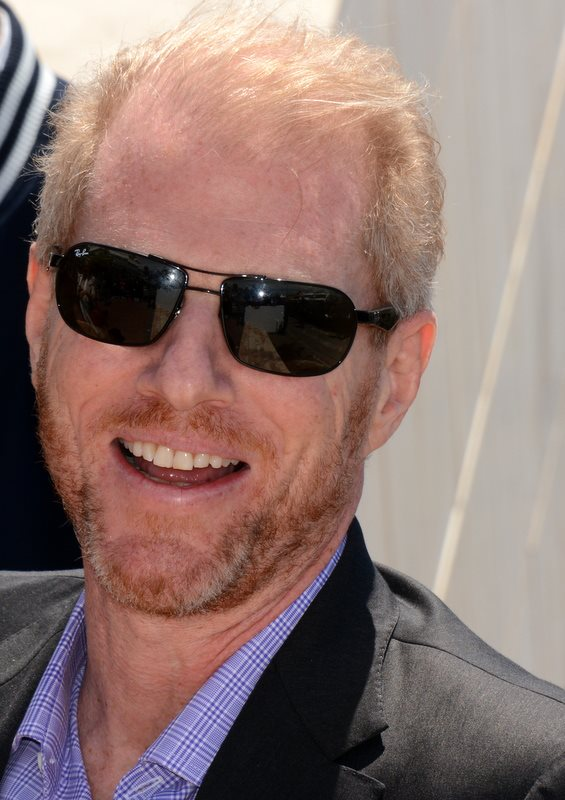
Noah Emmerich spielt Stan Beeman
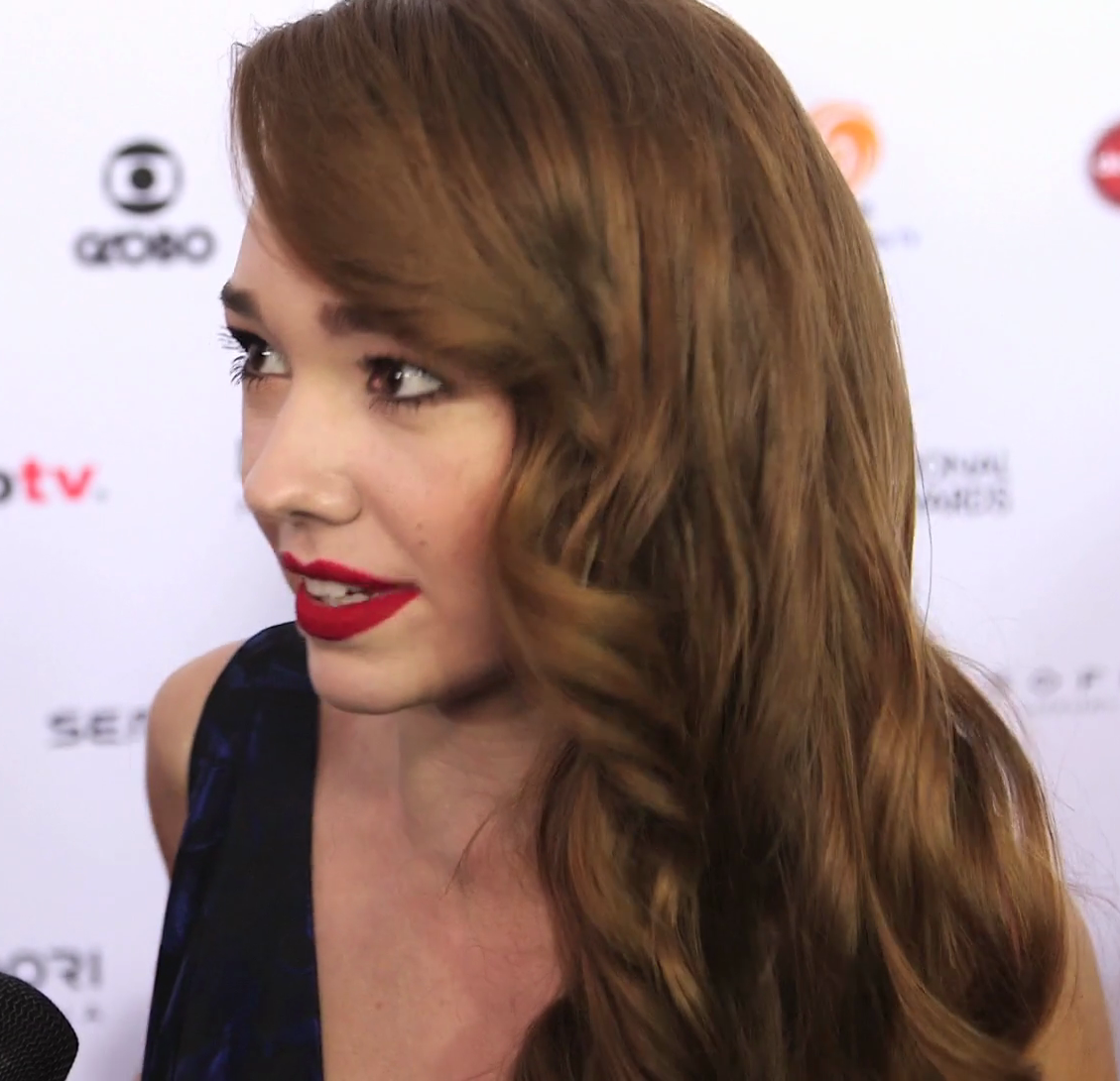
Holly Taylor spielt Paige Jennings
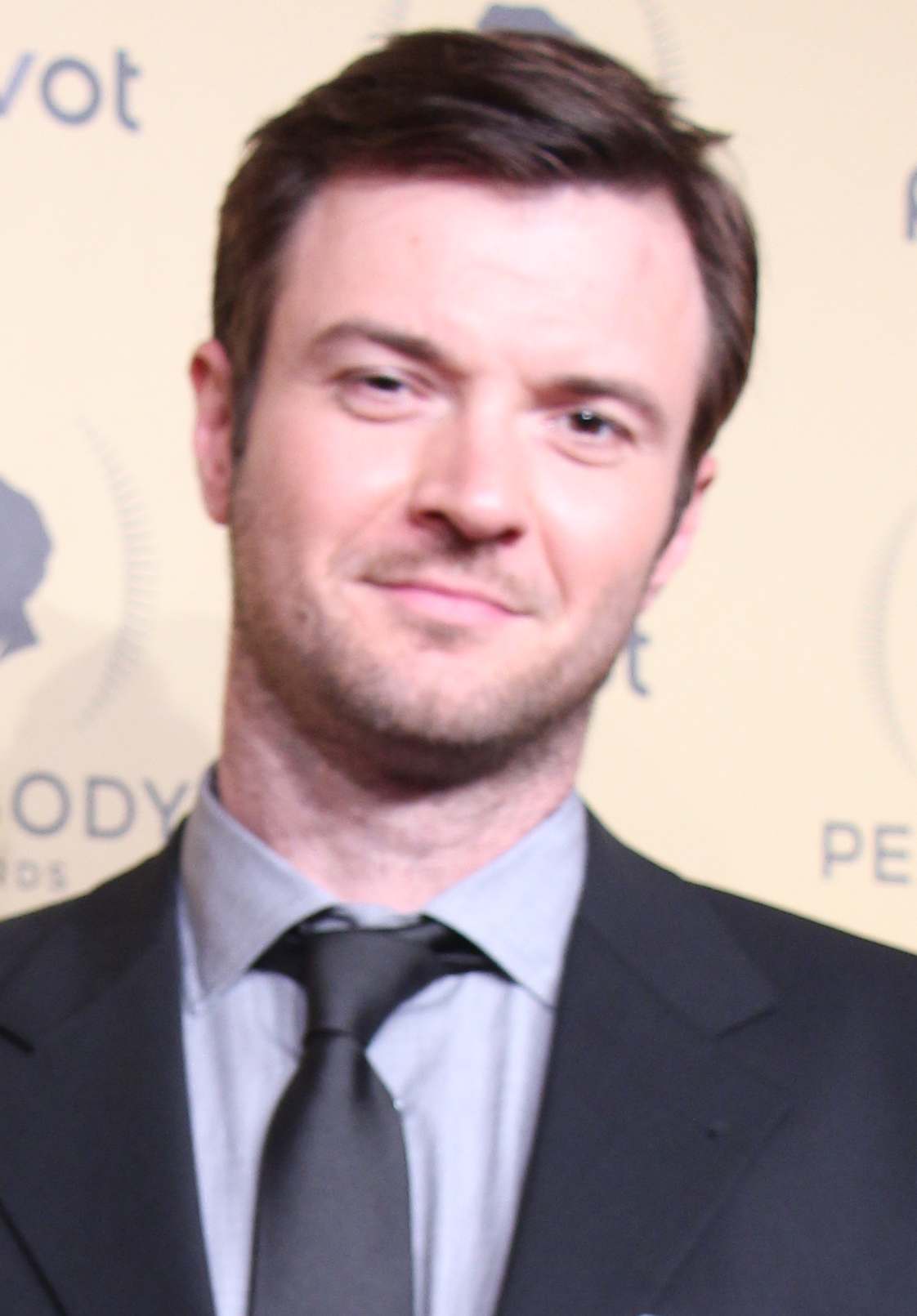
Costa Ronin spielt Oleg Igorevich Burov

| Rollenname             | Schauspieler          | Hauptrolle | Nebenrolle                  | Synchronsprecher      |
| ---------------------- | --------------------- | ---------- | --------------------------- | --------------------- |
| Elizabeth Jennings     | Keri Russell          | 1.01–6.10  |                             | Ranja Bonalana        |
| Philip Jennings        | Matthew Rhys          | 1.01–6.10  |                             | Norman Matt           |
| Paige Jennings         | Holly Taylor          | 1.01–6.10  |                             | Friedel Morgenstern   |
| Henry Jennings         | Keidrich Sellati      | 1.01–6.10  |                             | Jasper von der Ahe    |
| Stan Beeman            | Noah Emmerich         | 1.01–6.10  |                             | Michael Iwannek       |
| Chris Amador           | Maximiliano Hernández | 1.01–1.09  |                             | Dennis Schmidt-Foß    |
| Martha Hanson          | Alison Wright         | 2.01–4.08  | 1.01–1.13, 5.03, 5.09, 5.13 | Gundi Eberhard        |
| Sandra Beeman          | Susan Misner          | 2.01–4.03  | 1.01–1.13                   | Cathlen Gawlich       |
| Nina Krilova           | Annet Mahendru        | 2.01–4.04  | 1.02–1.13                   | Janina Elkin          |
| Arkady Ivanovich Zotov | Lev Gorn              | 3.01–4.13  | 1.02–2.13, 6.01, 6.04, 6.10 | Grigory Kofman        |
| Oleg Igorevich Burov   | Costa Ronin           | 3.01–6.10  | 2.01–2.13                   | Matthias Scherwenikas |
| Frank Gaad             | Richard Thomas        | 3.01–4.10  | 1.01–2.13                   | Hans-Georg Panczak    |

### Nebenbesetzung
| Rollenname          | Schauspieler       | Nebenrolle | Synchronsprecher   |
| ------------------- | ------------------ | --- | ------------------ |
| Matthew Beeman      | Daniel Flaherty    | 1.01, 1.04, 1.07–1.09, 1.11–1.13, 2.06, 2.12, 3.06, 3.07, 4.05, 4.07, 4.09, 4.10, 4.12–5.03, 5.05, 5.07              | Christian Zeiger   |
| Vizejustizminister  | Cotter Smith       | 1.01, 1.03, 1.12, 1.13, 2.04, 2.08, 3.01, 3.02, 3.13, 4.07, 4.08, 4.14, 5.02, 5.04                                   | Erich Räuker       |
| Stavos              | Anthony Arkin      | 1.02, 1.03, 1.13–2.02, 4.03, 5.05, 5.09, 6.01–6.04, 6.06, 6.08                                                       | Thomas Schmuckert  |
| Vasili Nikolaevich  | Peter Von Berg     | 1.02, 1.04–1.06, 2.08, 2.11, 3.08, 4.01, 4.02                                                                        | Sergej Gladkich    |
| Claudia             | Margo Martindale   | 1.03–1.08, 1.10–1.13, 2.04, 2.06, 2.13, 3.12, 4.03, 4.08, 5.01, 5.05, 5.06, 5.08, 5.10–6.09                          | Regina Lemnitz     |
| Gregory Thomas      | Derek Luke         | 1.03, 1.06, 1.10, 6.10                                                                                               | Michael Deffert    |
| Agent Brooks        | Aaron Roman Weiner | 1.09, 1.13, 2.02, 2.05, 2.08, 2.13–3.02, 3.08, 4.01, 4.06–4.08, 6.03, 6.06–6.09                                      | Steven Merting     |
| Fred Timbrook       | John Carroll Lynch | 2.01, 2.02, 2.09, 2.11–2.13                                                                                          | Lutz Schnell       |
| Lucia Chena         | Aimee Carrero      | 2.02, 2.06–2.08 | Magdalena Turba    |
| Anton Baklanov      | Michael Aronov     | 2.04, 2.05, 2.08, 2.11, 3.08, 3.10, 3.11, 3.13, 4.01–4.04                                                            | Jaron Löwenberg    |
| Kate                | Wrenn Schmidt      | 2.05–2.11 | Ilona Brokowski    |
| Andrew Larrick      | Lee Tergesen       | 2.06–2.13 | Frank Röth         |
| Pastor Tim          | Kelly AuCoin       | 2.09, 2.12–3.01, 3.04, 3.06, 3.10, 3.12, 4.01–4.03, 4.05, 4.08, 4.09, 4.11, 4.13, 5.04, 5.07, 5.10, 5.12, 5.13, 6.09 | Fritz Rott         |
| Alice               | Suzy Jane Hunt     | 2.09, 2.13, 3.04, 3.12, 4.05, 4.08–4.11, 4.13, 5.04, 5.13                                                            | Dana Friedrich     |
| Gabriel             | Frank Langella     | 3.01–3.03, 3.05, 3.06, 3.08–4.08, 4.10–5.07, 5.09                                                                    | Uli Krohm          |
| Dennis Aderholdt    | Brandon J. Dirden  | 3.01, 3.03, 3.06–3.10, 3.12, 3.13, 4.03–4.08, 4.10–4.13, 5.02–5.08, 5.10–5.13, 6.01–6.04, 6.06–6.10                  | Tommy Morgenstern  |
| Tatiana Vyazemtseva | Vera Cherny        | 3.01–3.03, 3.05, 3.10–4.01, 4.06–4.10, 4.12, 4.13, 5.10, 6.05, 6.09                                                  |                    |
| Hans                | Peter Mark Kendall | 3.01, 3.03, 3.06–3.09, 3.11, 3.12, 4.01, 4.05, 4.06, 4.09, 4.13, 5.01                                                | Roman Wolko        |
| Igor Burov          | Boris Lee Krutonog | 3.02, 3.08, 4.04, 4.05, 5.01, 5.05, 5.06, 5.08–5.10, 5.12, 6.04, 6.10                                                |                    |
| Kimberly Breland    | Julia Garner       | 3.03–3.06, 3.10, 4.10, 5.09, 5.13, 6.04, 6.05                                                                        | Julia Stoepel      |
| William Crandall    | Dylan Baker        | 4.01–4.04, 4.06, 4.09, 4.12–4.13                                                                                     | Bernd Vollbrecht   |
| Yelena Burova       | Snezhana Chernova  | 4.05, 4.12, 5.01, 5.02, 5.04–5.10, 5.12                                                                              |                    |
| Agent Wolfe         | Peter Jacobson     | 4.10, 4.12–5.02, 5.05, 5.07, 5.09–5.12, 6.09                                                                         |                    |
| Norm                | Russel G. Jones    | 4.12–5.03, 5.06–5.09, 6.01, 6.03–6.05, 6.07                                                                          |                    |
| Marilyn             | Amy Tribbey        | 4.12, 4.13, 5.03, 5.05–5.07, 5.09, 6.01–6.07                                                                         |                    |
| Irina Dvorovenko    | Evgheniya Morozov  | 5.01–5.03, 5.05, 5.06, 5.08–5.10, 5.12, 5.13                                                                         | Katharina Spiering |
| Renee Beeman        | Laurie Holden      | 5.02, 5.04, 5.05, 5.07, 5.10, 5.13, 6.01, 6.03, 6.05, 6.06, 6.08, 6.10                                               |                    |
| Benjamin Stobert    | Brett Tucker       | 5.04–5.08 | Sascha Rotermund   |

## Produktion
Die Idee zur Serie hatte Joe Weisberg, ein ehemaliger CIA-Agent. Drehort eines Großteils der Szenen ist in New York City in den Eastern Effects Studios im Stadtteil Brooklyn. Einige weitere Drehorte sind Farmingdale und Kew Gardens.
Nach dem Start der Serie am 30. Januar 2013 verlängerte FX die Serie frühzeitig im Februar 2013 um eine zweite Staffel, bestehend aus 13 Episoden. Im März 2013 wurde Susan Misner von der wiederkehrenden Gastdarstellerin zur Hauptdarstellerin befördert. Rund zwei Monate später, kurz nach Ende der Ausstrahlung der ersten Staffel, stiegen Annet Mahendru und Alison Wright ebenfalls in die Hauptbesetzung auf. Ende März 2015 wurde eine vierte Staffel bestellt. Im Mai 2016 wurde die Serie für eine fünfte und finale sechste Staffel verlängert, die Serie endete 2018.

## Ausstrahlung
Vereinigte Staaten
Die erste Staffel wurde zwischen dem 30. Januar und dem 1. Mai 2013 auf FX ausgestrahlt. Die zweite Staffel wurde zwischen dem 26. Februar und dem 21. Mai 2014 ausgestrahlt. Staffel 3 wurde vom 28. Januar bis zum 22. April 2015 gesendet. Die vierte Staffel wurde vom 16. März bis zum 8. Juni 2016 ausgestrahlt, Staffel 5 vom 7. März bis zum 30. Mai 2017. Die sechste Staffel war vom 28. März bis zum 30. Mai 2018 zu sehen.
Deutschsprachiger Raum
Die deutschsprachige Erstausstrahlung der ersten Staffel erfolgte vom 5. Februar bis zum 12. März 2014 beim Deutschen Free-TV-Sender ProSieben Maxx. Der Schweizer öffentlich-rechtliche Sender SRF zwei strahlte die deutschsprachige Erstausstrahlung der zweiten Staffel vom 16. Februar bis zum 18. Mai 2015 aus. Ab der dritten Staffel bzw. ab dem 26. April 2016 erfolgte die deutschsprachige Erstausstrahlung beim Pay-TV-Sender Sat.1 emotions.
| Staffel                                                                    | Episoden | Pay-TV-Ausstrahlung im DACH-Raum | Pay-TV-Ausstrahlung im DACH-Raum | Free-TV-Ausstrahlung in Deutschland | Free-TV-Ausstrahlung in Deutschland | Free-TV-Ausstrahlung in Österreich  | Free-TV-Ausstrahlung in Österreich | Free-TV-Ausstrahlung in der Schweiz | Free-TV-Ausstrahlung in der Schweiz |
| -------------------------------------------------------------------------- | -------- | -------------------------------- | -------------------------------- | ----------------------------------- | ----------------------------------- | ----------------------------------- | ---------------------------------- | ----------------------------------- | ----------------------------------- |
| Staffel 1                                                                  | 13       | 28. Apr. – 19. Mai 2015          | Sat.1 emotions                   | 5. Feb. – 12. Mär. 2014 *           | ProSieben Maxx                      | 10. Jan. – 7. Feb. 2018 (Folge 1–9) | Puls 4                             | 28. Mär. – 11. Aug. 2014            | SRF zwei                            |
| Staffel 2                                                                  | 13       | 19. Mai – 9. Jun. 2015           | Sat.1 emotions                   | 11. Mär. – 3. Jun. 2020             | Joyn Primetime                      |                                     |                                    | 16. Feb. – 18. Mai 2015 *           | SRF zwei                            |
| Staffel 3                                                                  | 13       | 26. Apr. – 21. Jun. 2016 *       | Sat.1 emotions                   | 10. Jun. – 2. Sep. 2020             | Joyn Primetime                      |                                     |                                    | 13. Jul. – 24. Aug. 2018            | SRF zwei                            |
| Staffel 4                                                                  | 13       | 18. Aug. – 29. Sep. 2017 *       | Sat.1 emotions                   |                                     |                                     |                                     |                                    |                                     |                                     |
| Staffel 5                                                                  | 13       | 15. Jun. – 24. Aug. 2018 *       | Sat.1 emotions                   |                                     |                                     |                                     |                                    |                                     |                                     |
| Staffel 6                                                                  | 10       | 14. Sep. – 18. Okt. 2019 *       | Sat.1 emotions                   |                                     |                                     |                                     |                                    |                                     |                                     |
| Anmerkung: Die deutschsprachige Erstausstrahlung ist mit * gekennzeichnet. |          |                                  |                                  |                                     |                                     |                                     |                                    |                                     |                                     |

## Kritik
Matthias Kalle schreibt in seiner Kolumne für Zeit Online, dass The Americans sehr sehenswert sei, aber gegenüber anderen Serien wie Homeland oder Designated Survivor weitgehend übersehen wurde. Die Serie schrecke nicht vor der Suche nach schwierigen Antworten auf ebensolche Fragen zurück. Produzent Joe Weisberg erzähle an diesen Fragen entlang eine Geschichte über Themen, zu der jede gute Fernsehserie etwas sagen können sollte, wie Loyalität, Treue, Familie und Liebe. Außerdem halte sich der Autor mit offensichtlichen Hinweisen auf die Rollenverteilungen zwischen Gut und Böse angenehm zurück. Alle sechs Staffeln seien durchgehend gut gelungen und würden mit einem Ende abgeschlossen, das niemand erwarten würde.
Auch Annika Leister, die für den Spiegel schreibt, meint, dass die Serie mehr Auszeichnungen verdient hätte. So werfe das Drehbuch einen neuen Fokus auf die Achtzigerjahre und den Kalten Krieg und transportiere diese Zeit perfekt. Es werde die psychische Komplexität des Doppellebens des Ehepaares Jennings und seine Folgen für das Privatleben in der Familie gezeigt. Auch die Ausstattung am Set sei perfekt gelungen und dazu würden die Schauspieler zusammen optimal harmonieren.  Überzeugend seien insbesondere die Szenen, in denen Russell und Rhys zusammen auftreten und es so wirke, als könnten sie wirklich die Gedanken des jeweils anderen lesen.
Verena Aichinger schreibt in ihrer Serien-Kritik für GQ, dass die Serie ein absolutes Highlight sei. So klinge die Geschichte wie eine Fiktion, aber sei wie die Realität. Denn 2010 seien tatsächlich zwei kanadische Teenager vom FBI festgenommen worden und hätten erst auf diese Weise erfahren, dass ihre Eltern in Wirklichkeit russische Spione seien. Diese sogenannten Illegals seien vor allem im Kalten Krieg eingesetzt worden, um als normale Bürger getarnt geheime Missionen auszuführen. Und diese Geschichte diente dem ehemaligen CIA-Agenten Joe Weisberg als Inspiration für The Americans. Aichinger schreibt weiter, das Grandiose an der Serie seien ihre Vielschichtigkeit und das Unberechenbare.
Andrea Köhler von der Neue Zürcher Zeitung meint, das, was die TV-Serie letztlich so attraktiv mache, seien weniger die Machenschaften des KGB und des FBI als vielmehr die emotionalen Verwicklungen der KGB-Spione.
Beim Tages-Anzeiger schreibt Philippe Zweifel, dass die Handlung der Figuren stets dem Plot diene und nicht der Effekthascherei. Man sehne vor lauter Spannung die Auflösung herbei und fürchte sich gleichzeitig  davor, weil einem die Familie Jennings ans Herz gewachsen sei. Auch hier werden die Ausstattung und die Kostüme der Achtzigerjahre positiv hervorgehoben, aber ohne dass die Serie zu einem Retro-Fest werde. Dass Produzent Joe Weisberg ein ehemaliger CIA-Agent sei, spreche für die Authentizität der Serie. Auch Philippe Zweifel hebt die Darstellung von Keri Russell und Matthew Rhys als Filmpaar als überzeugend hervor, weil die Serie eben auch ein großes Ehe- und Familiendrama sei.
Für Myfanbase schreibt Maret Hosemann in einer Kritik über die erste Staffel, dass The Americans nicht zu den Serien gehöre, in die sich ein Zuschauer verlieben würde, da sie keine lockere Unterhaltung biete. Es sei eine interessante Serie, die manchmal etwas langatmige Passagen enthalte, den Kalten Krieg aber nacherleben lasse und starke historische, politische und gesellschaftliche Eindrücke vermittele.
Marcus Kirzynowski schreibt bei Wunschliste.de über die erste Folge, sie wirke etwas übernachtet, gleichzeitig aber durchaus vielversprechend. Interessant seien vor allem die stillen Momente zwischen den beiden Hauptprotagonisten Elisabeth und Phillip, weil beide ganz unterschiedliche Ansichten über ihre Beziehung und ihr Leben in Amerika hätten. Kritisiert wird der Handlungsstrang mit dem FBI-Agenten als Nachbarn, der als wenig überzeugend bezeichnet wird. Das daraus folgende Katz-Maus-Spiel sei aber zumindest ein folgenübergreifender Erzählbogen. Das Tempo würde anschließend herausgenommen; es wirke, als ob bereits im Piloten ein Großteil verschossen worden wäre. Kirzynowski hebt die beiden Hauptdarsteller positiv hervor. Als Fazit der ersten drei Folgen heißt es, dass The Americans nicht an die Highlights des Agentengenres heranreichen könne, Fans von Spionagedramen die Wartezeit damit aber überbrücken könnten.
Über die erste Folge schreibt Axel Schmitt bei Serienjunkies.de, dass sie kleinere logische Schwächen aufweise, es aber dennoch schaffe, durch viel Liebe zum Detail, einen zeitgemäßen Soundtrack und glaubhafte Charaktere ein stimmiges Panorama der frühen 80er-Jahre darzustellen. Kritisiert wird, dass manche Aktionen der Charaktere nicht ganz einfach nachzuvollziehen seien. Die Konflikte der damaligen Epoche würden jedoch auf sehr persönlichen Niveau ausgetragen und damit sei den Drehbuchautoren ein dramaturgisch glänzender Schachzug gelungen. Auch die Rückblenden der beiden Spione seien gelungen. Die angesprochenen Logiklücken würden das positive Urteil dämpfen; dennoch verspreche The Americans durch die Einbettung in die politischen Verwerfungen der 1980er-Jahre und den stilsicheren Musikeinsatz vielleicht sogar, eine geschichtserhellende Serie zu werden.
Matthias Müller schrieb 2013 für das Online-Medienmagazin DWDL.de, der Kabelsender FX habe es wieder geschafft, den Geschmack der US-Zuschauer zu treffen. Bereits die Pilotfolge mit einer unüblichen Länge von 70 Minuten habe die Zuschauer auf eine spannende und actiongeladene Reise mitgenommen. Mittelpunkt sei nicht nur die eigentliche Spionage, sondern vielmehr auch das Familienleben der Jennings. So werfe die erste Episode einen spannenden Ausblick auf eine Dramaserie der etwas anderen Art. Weiter heißt es, dass besonders der gelungene Einsatz der Requisiten und Kostüme zu beeindrucken wisse. 2016 schrieb Ulrike Klode in ihrer Serienkolumne, ebenfalls für dwdl.de, das sie besonders die Beziehung der beiden Spione, die mehr als vierzehn Jahren eine Scheinehe führen, faszinierend finde. Je weiter man in der Serie vordringe, desto besser und noch faszinierender werde die Serie und die Charaktere würden virtuos eingesetzt. Die unterschiedlichen Aspekte dieser komplexen Geschichte würden sehr geschickt miteinander verwoben, so dass nicht immer alle sofort sichtbar würden.

## Auszeichnungen und Nominierungen (Auswahl)
Golden Globe Awards
- 2017: Nominierung als bester Hauptdarsteller in einer Dramaserie für Matthew Rhys
- 2017: Nominierung als beste Hauptdarstellerin in einer Dramaserie für Keri Russell
- 2019: Nominierung als bester Hauptdarsteller in einer Dramaserie für Matthew Rhys
- 2019: Nominierung als beste Hauptdarstellerin in einer Dramaserie für Keri Russell
- 2019: Auszeichnung als beste Dramaserie

Critics’ Choice Television Awards
- 2013: Nominierung als beste Dramaserie
- 2013: Nominierung als bester Hauptdarsteller in einer Dramaserie für Matthew Rhys
- 2013: Nominierung als beste Hauptdarstellerin in einer Dramaserie für Keri Russell
- 2013: Nominierung als bester Nebendarsteller in einer Dramaserie für Noah Emmerich
- 2014: Nominierung als beste Dramaserie
- 2014: Nominierung als bester Hauptdarsteller in einer Dramaserie für Matthew Rhys
- 2014: Nominierung als beste Hauptdarstellerin in einer Dramaserie für Keri Russell
- 2014: Nominierung als beste Nebendarstellerin in einer Dramaserie für Annet Mahendru
- 2015: Auszeichnung als beste Dramaserie
- 2015: Nominierung als bester Hauptdarsteller in einer Dramaserie für Matthew Rhys
- 2015: Nominierung als beste Hauptdarstellerin in einer Dramaserie für Keri Russell
- 2015: Nominierung als beste Gastdarstellerin in einer Dramaserie für Lois Smith
- 2016: Nominierung als bester Hauptdarsteller in einer Dramaserie für Matthew Rhys
- 2016: Nominierung als beste Hauptdarstellerin in einer Dramaserie für Keri Russell
- 2019: Auszeichnung als beste Dramaserie
- 2019: Auszeichnung als bester Hauptdarsteller in einer Dramaserie für Matthew Rhys
- 2019: Nominierung als beste Hauptdarstellerin in einer Dramaserie für Keri Russell
- 2019: Auszeichnung als bester Nebendarsteller in einer Dramaserie für Noah Emmerich
- 2019: Nominierung als beste Nebendarstellerin in einer Dramaserie für Holly Taylor

TCA Awards
- 2013: Auszeichnung als Outstanding New Program

AFI Awards
- 2014: Beste Serie
- 2015: Beste Serie
- 2016: Beste Serie
- 2017: Beste Serie
- 2019: Beste Serie